# 拉普·伊姆赖
拉普·伊姆赖（匈牙利語：Rapp Imre，1937年9月15日—2015年6月3日），匈牙利男子足球运动员，场上位置是守门员。他曾代表匈牙利国奥队参加1972年夏季奥林匹克运动会足球比赛，获得一枚银牌。